# Surin (Vienne)
Pour les articles homonymes, voir Surin.
Surin est une commune du Centre-Ouest de la France, située dans le département de la Vienne (région Nouvelle-Aquitaine).

## Géographie

### Communes limitrophes
|           | Asnois                 |         |
| Genouillé | Surin                  | Chatain |
|           | Le Bouchage (Charente) |         |

### Géologie et relief
La région de Surin présente un paysage de plaines vallonnées plus ou moins boisées et de vallées. Le terroir se compose, sur les plateaux du Seuil du Poitou, d'argile à silex peu profonde pour 64 % et de bornais (ce sont des sols brun clair sur limons, profonds et humides, à tendance siliceuse) pour 36 %.

### Hydrographie
La commune est traversée par 2 km de cours d'eau.

### Climat
Pour des articles plus généraux, voir Climat de la Nouvelle-Aquitaine et Climat de la Vienne.
Historiquement, la commune est exposée à un climat océanique limousin.  
En 2020, Météo-France publie une typologie des climats de la France métropolitaine dans laquelle la commune est exposée à un climat océanique altéré et est dans la région climatique  Poitou-Charentes, caractérisée par un bon ensoleillement, particulièrement en été et des vents modérés.
Pour la période 1971-2000, la température annuelle moyenne est de 11,9 °C, avec une amplitude thermique annuelle de 14,8 °C. Le cumul annuel moyen de précipitations est de 910 mm, avec 11,7 jours de précipitations en janvier et 7,1 jours en juillet. Pour la période 1991-2020, la température moyenne annuelle observée sur la station météorologique la plus proche, située sur la commune de Civray à 9,76 km à vol d'oiseau, est de 12,6 °C et le cumul annuel moyen de précipitations est de 841,4 mm,. Pour l'avenir, les paramètres climatiques de la commune estimés pour 2050 selon différents scénarios d’émission de gaz à effet de serre sont consultables sur un site dédié publié par Météo-France en novembre 2022.

## Urbanisme

### Typologie
Au 1er janvier 2024, Surin est catégorisée commune rurale à habitat très dispersé, selon la nouvelle grille communale de densité à sept niveaux définie par l'Insee en 2022.
Elle est située hors unité urbaine et hors attraction des villes,.

### Occupation des sols
L'occupation des sols de la commune, telle qu'elle ressort de la base de données européenne d’occupation biophysique des sols Corine Land Cover (CLC), est marquée par l'importance des territoires agricoles (89,5 % en 2018), une proportion identique à celle de 1990 (89,5 %). La répartition détaillée en 2018 est la suivante : 
terres arables (55,2 %), zones agricoles hétérogènes (21,1 %), prairies (13,1 %), forêts (10,5 %). L'évolution de l’occupation des sols de la commune et de ses infrastructures peut être observée sur les différentes représentations cartographiques du territoire : la carte de Cassini (XVIIIe siècle), la carte d'état-major (1820-1866) et les cartes ou photos aériennes de l'IGN pour la période actuelle (1950 à aujourd'hui).

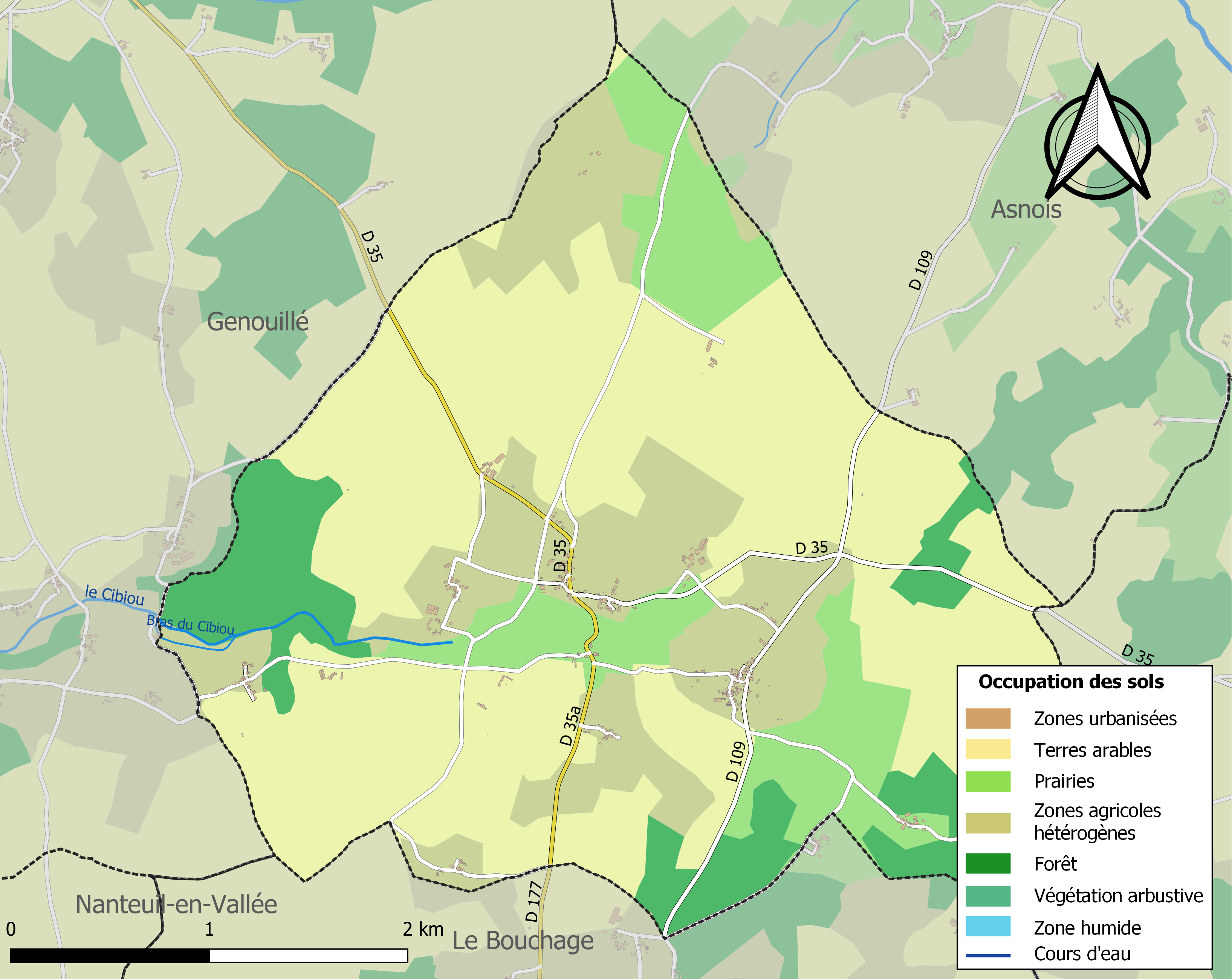
Carte des infrastructures et de l'occupation des sols de la commune en 2018 (CLC).

### Risques majeurs
Le territoire de la commune de Surin est vulnérable à différents aléas naturels : météorologiques (tempête, orage, neige, grand froid, canicule ou sécheresse), mouvements de terrains et séisme (sismicité faible). Il est également exposé à un risque technologique,  le transport de matières dangereuses. Un site publié par le BRGM permet d'évaluer simplement et rapidement les risques d'un bien localisé soit par son adresse soit par le numéro de sa parcelle.

#### Risques naturels

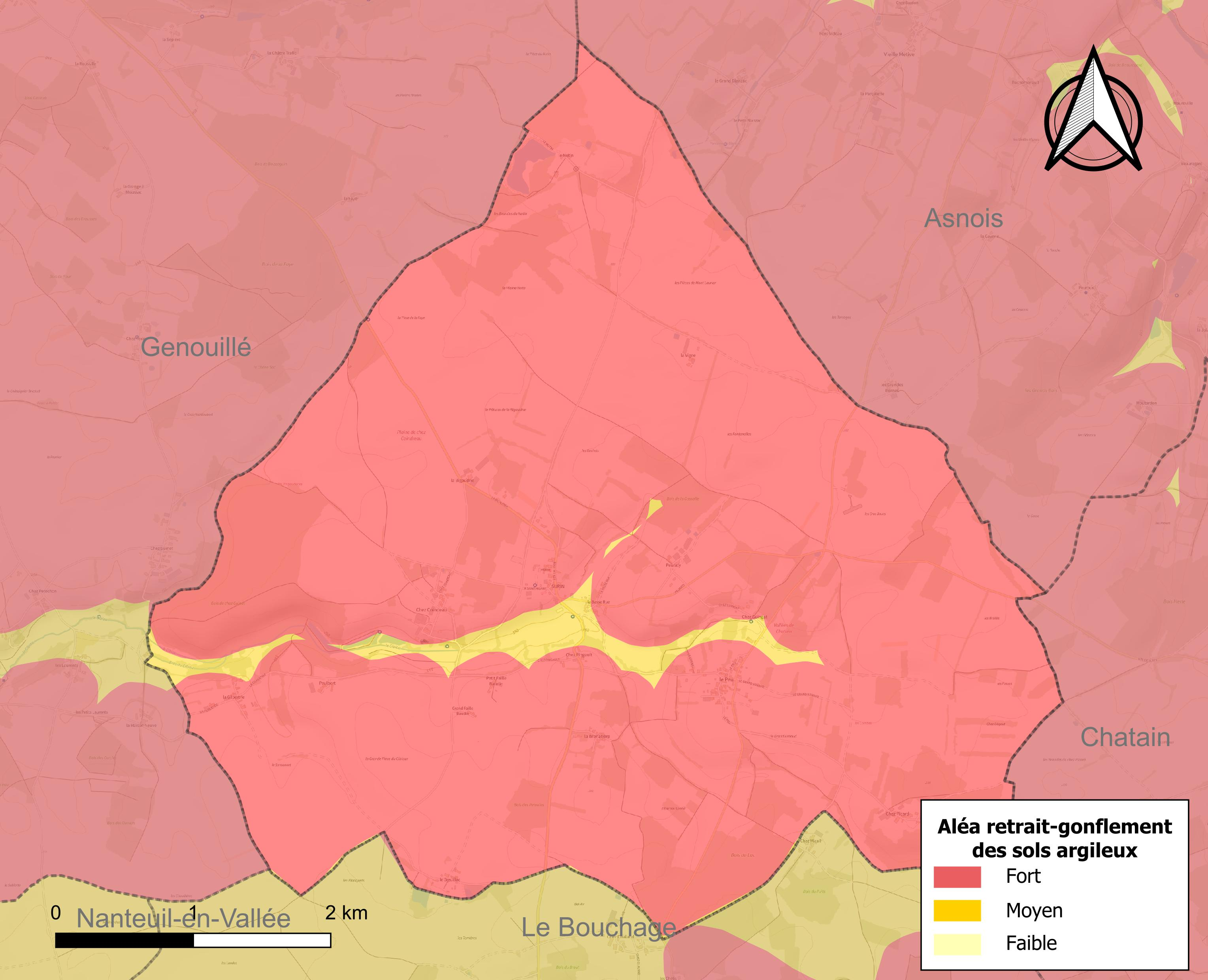
Carte des zones d'aléa retrait-gonflement des sols argileux de Surin.

Les mouvements de terrains susceptibles de se produire sur la commune sont des affaissements et effondrements liés aux cavités souterraines (hors mines) et des tassements différentiels. Afin de mieux appréhender le risque d’affaissement de terrain, un inventaire national permet de localiser les éventuelles cavités souterraines sur la commune. Le retrait-gonflement des sols argileux est susceptible d'engendrer des dommages importants aux bâtiments en cas d’alternance de périodes de sécheresse et de pluie. La totalité de la commune est en aléa moyen ou fort (79,5 % au niveau départemental et 48,5 % au niveau national). Depuis le 1er octobre 2020, en application de la loi ÉLAN, différentes contraintes s'imposent aux vendeurs, maîtres d'ouvrages ou constructeurs de biens situés dans une zone classée en aléa moyen ou fort,.
La commune a été reconnue en état de catastrophe naturelle au titre des dommages causés par les inondations et coulées de boue survenues en 1982, 1983, 1999 et 2010, par la sécheresse en 1989, 2003, 2009, 2011 et 2017 et par des mouvements de terrain en 1999 et 2010.

## Toponymie
Le nom du village proviendrait du latin surrigo qui signifie « lever », « naitre », « commencer », « jaillir ». Il évoquerait l'abondante source qui alimente le ruisseau du Cibioux.

## Politique et administration

### Liste des maires
| Période   | Période   | Identité      | Étiquette | Qualité |
| --------- | --------- | ------------- | --------- | ------- |
| mars 2001 | mars 2008 | Joël Racofier |           |         |
| mars 2008 |           | Claudie Memin |           |         |

### Instances judiciaires et administratives
La commune relève du tribunal d'instance de Poitiers, du tribunal de grande instance de Poitiers, de la cour d'appel  Poitiers, du tribunal pour enfants de Poitiers, du conseil de prud'hommes de Poitiers, du tribunal de commerce de Poitiers, du tribunal administratif de Poitiers et de la cour administrative d'appel  de  Bordeaux,  du tribunal des pensions de Poitiers, du tribunal des affaires de la Sécurité sociale de la Vienne, de la cour d’assises de la Vienne.

## Démographie
L'évolution du nombre d'habitants est connue à travers les recensements de la population effectués dans la commune depuis 1793. Pour les communes de moins de 10 000 habitants, une enquête de recensement portant sur toute la population est réalisée tous les cinq ans, les populations de référence des années intermédiaires étant quant à elles estimées par interpolation ou extrapolation. Pour la commune, le premier recensement exhaustif entrant dans le cadre du nouveau dispositif a été réalisé en 2006.

En 2022, la commune comptait 124 habitants, en évolution de −4,62 % par rapport à 2016 (Vienne : +0,6 %, France hors Mayotte : +2,11 %).
| 1793 | 1800 | 1806 | 1821 | 1831 | 1836 | 1841 | 1846 | 1851 |
| ---- | ---- | ---- | ---- | ---- | ---- | ---- | ---- | ---- |
| 332  | 434  | 336  | 398  | 393  | 394  | 360  | 410  | 385  |

| 1856 | 1861 | 1866 | 1872 | 1876 | 1881 | 1886 | 1891 | 1896 |
| ---- | ---- | ---- | ---- | ---- | ---- | ---- | ---- | ---- |
| 360  | 393  | 423  | 393  | 403  | 422  | 403  | 419  | 386  |

| 1901 | 1906 | 1911 | 1921 | 1926 | 1931 | 1936 | 1946 | 1954 |
| ---- | ---- | ---- | ---- | ---- | ---- | ---- | ---- | ---- |
| 390  | 387  | 391  | 369  | 357  | 328  | 336  | 322  | 309  |

| 1962 | 1968 | 1975 | 1982 | 1990 | 1999 | 2006 | 2011 | 2016 |
| ---- | ---- | ---- | ---- | ---- | ---- | ---- | ---- | ---- |
| 332  | 265  | 254  | 192  | 151  | 172  | 149  | 112  | 130  |

| 2021 | 2022 | - | - | - | - | - | - | - |
| ---- | ---- | - | - | - | - | - | - | - |
| 130  | 124  | - | - | - | - | - | - | - |

En 2008, selon l’INSEE, la densité de population de la commune était de 12 hab./km2, 61 hab./km2 pour le département, 68 hab./km2 pour la région Poitou-Charentes et 115 hab./km2 pour la France.

## Économie
Selon la direction régionale de l'Alimentation, de l'Agriculture et de la Forêt de Poitou-Charentes, il n'y a plus que 11 exploitations agricoles en 2010 contre 22 en 2000.
Les surfaces agricoles utilisées ont stagné et sont passées de 1 152 hectares en 2000 à 1 137 hectares en 2010 dont 229 sont irrigables. Ces chiffres indiquent une concentration des terres sur un nombre plus faible d’exploitations. Cette tendance est conforme à l’évolution  constatée sur tout le département de la Vienne puisque de 2000 à 2007, chaque exploitation a gagné en moyenne 20 hectares.
49 % des surfaces agricoles sont destinées à la culture des céréales (blé tendre essentiellement mais aussi un peu de maïs), 25 % pour les oléagineux (colza et tournesol), 20 % pour le fourrage et 1 % reste en herbe. En 2000, 3 hectares (0 en 2010) étaient consacrés à la vigne.
5 exploitations en 2010 (contre 8 en 2000) abritent un élevage de bovins (715 têtes en 2010 contre 483 têtes en 2000). Les élevages de caprins, d'ovins et de volailles ont disparu au cours de cette décennie.
La disparition des élevages de caprins est révélatrice de l’évolution qu’a connue, en région Poitou-Charente, cet élevage au cours des deux  dernières décennies : division par trois du nombre d’exploitations, augmentation des effectifs moyens par élevage (38 chèvres en 1988, 115 en 2000), division par 10 des chèvreries de  10 à 50 chèvres qui représentaient 50 % des troupeaux en 1988, et multiplication par 6 des élevages de plus de 200 chèvres qui regroupent, en 2000, 45 % du cheptel. Cette évolution a principalement pour origine la crise de surproduction laitière de 1990-1991 qui, en parallèle des mesures incitatives, a favorisé des départs d’éleveurs en préretraite.
La disparition des élevages d'ovins est conforme à la tendance globale du département de la Vienne. En effet, le troupeau d’ovins, exclusivement destiné à la production de viande, a diminué de 43,7 % de 1990 à 2007.

## Culture locale et patrimoine

### Lieux et monuments
- Le château de Cibioux se situe sur la commune de Surin. Il date des XVe, XVIe et XVIIe siècles. Il a été construit sur des vestiges d'une ancienne place forte du XIe siècle dont subsistent les tours de défense. Il présente un fort caractère défensif avec ses mâchicoulis et ses tours féodales. Des fenêtres ornées de sculptures de style Renaissance donnent sur une belle terrasse à balustres du XVIIIe siècle. En 1651, l'édifice est acquis par Jean de Reclus, maitre d’hôtel du roi de France Louis XIV(1638-1715). Il transforma la toiture du corps principal à la Mansart. Le château est dévasté lors de la Révolution française. Il cesse d'être habité à partir de 1945. Depuis 1979, il fait l'objet de campagnes de restauration. La terrasse, la toiture, le mur de soutènement et la balustrade sont inscrits comme monument historique depuis 1983.
- Il est possible de voir sur la commune de Surin l'un des rares pigeonniers-porches du Loudunais. Il est en très mauvais état. Il date des XVe-XVIIe siècles. Le pigeonnier-porche permettait d'accéder à une cour entourée de bâtiments d'exploitation. Ce site fut le siège d'une seigneurie importante attestée dès le XIVe siècle.
- L'église Saint-Hilaire de Surin dont le portail est inscrit comme monument historique depuis 1935[29].

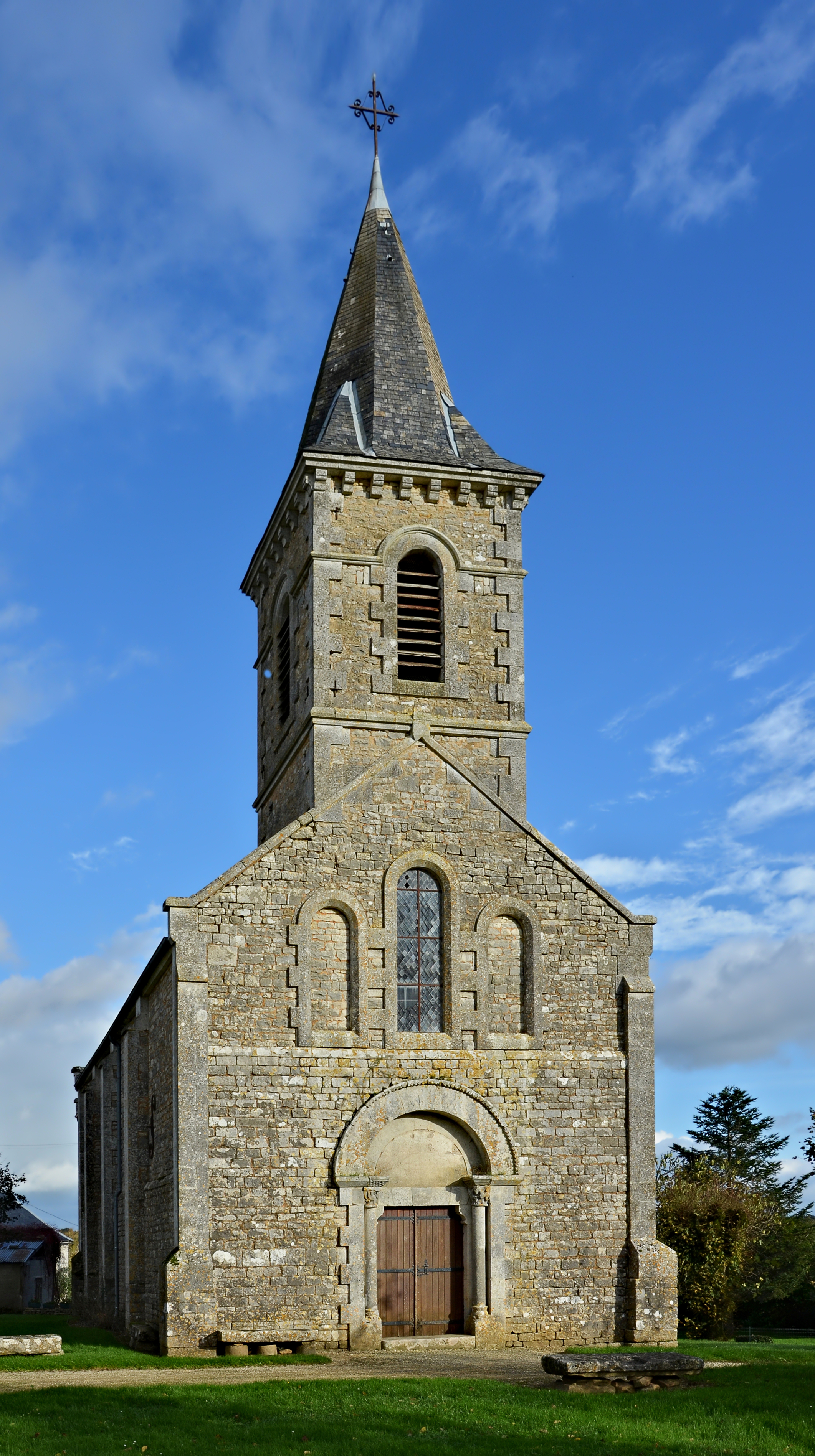
L'église : façade avec portail du XIIe siècle.
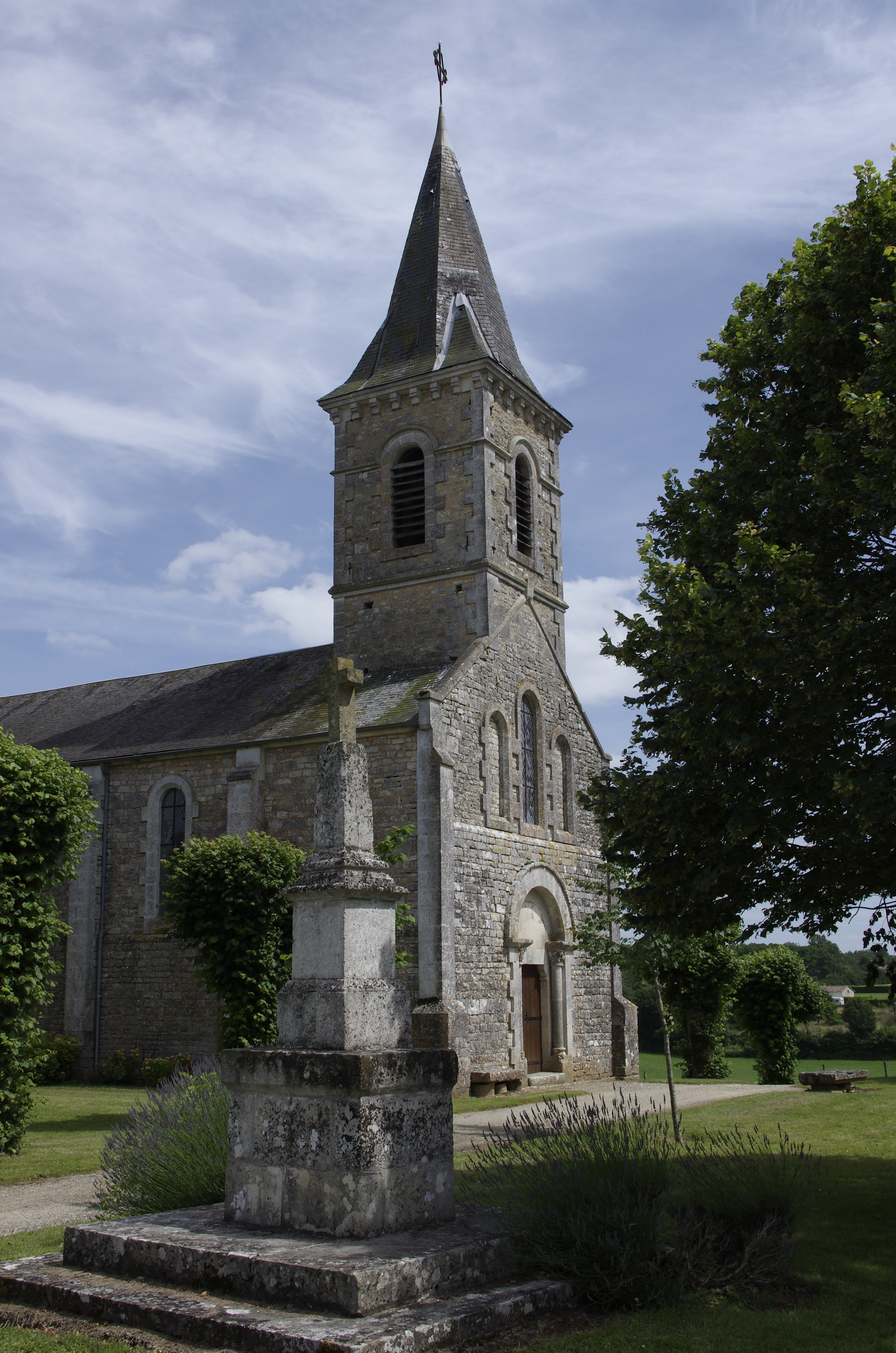
Le calvaire et l'église.
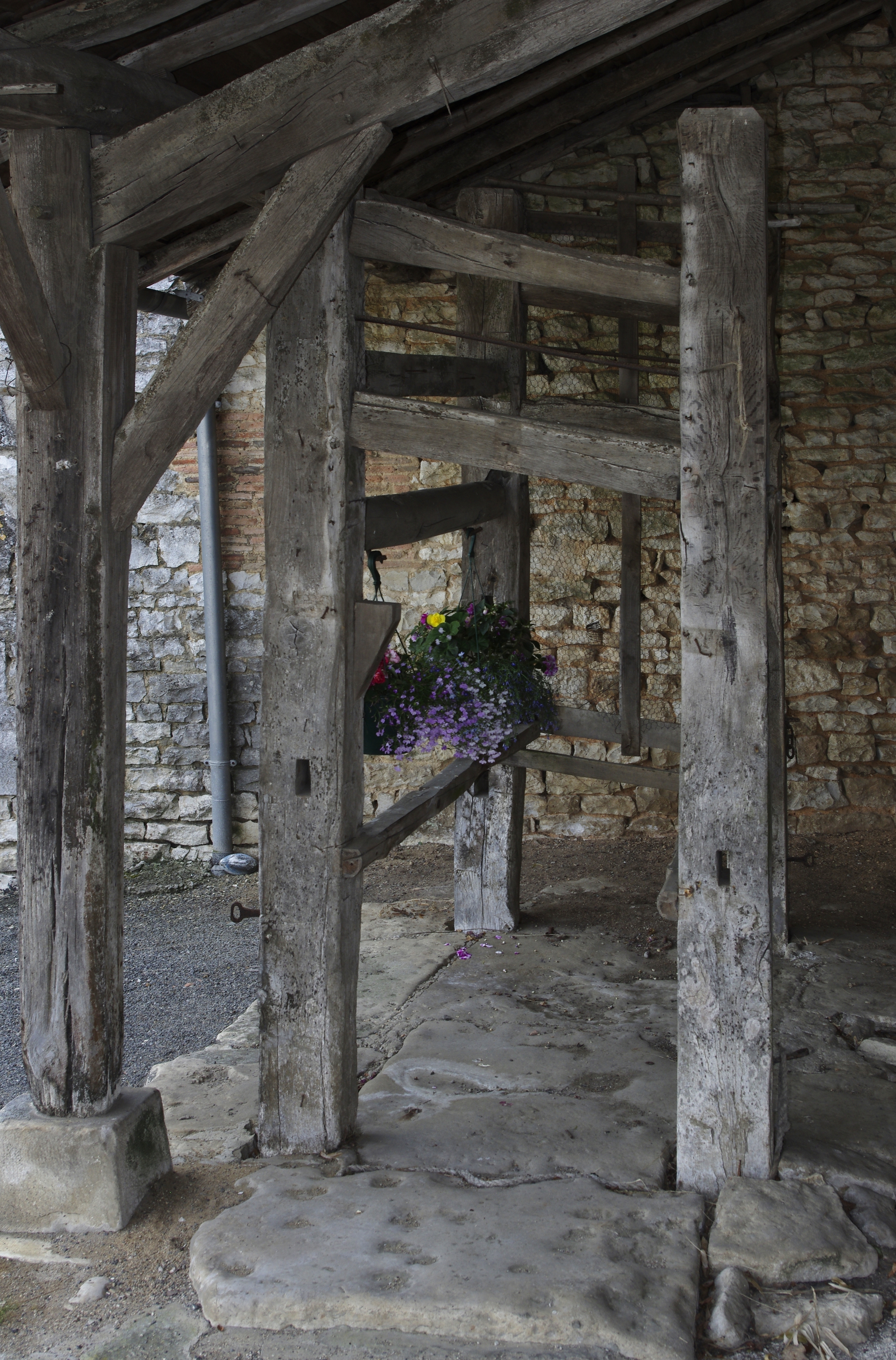
Travail à ferrer.

### Personnalités liées à la commune
- Jean Joyeux-Laffuie (1852-1917), homme politique, député de la Vienne de 1906 à 1910.